# Storia del cane Snoopy
La storia del cane Snoopy è il racconto del fatto di cronaca del meticcio border collie Snoopy, ucciso a Livorno il 4 agosto 2015 da un colpo di carabina mentre si trovava sul balcone della propria abitazione.
La vicenda di Snoopy, che ha visto l'animale essere vittima della mano dell'uomo, ha avuto risvolti sia sociali che morali; all'episodio è stato inoltre riconosciuto una funzione pedagogica, al fine di educare le generazioni del presente e del futuro verso una maggiore sensibilità nei confronti dei cani, degli animali e dell'essere umano.

## Il fatto di cronaca

### La morte di Snoopy e la confessione del colpevole
A Livorno, durante la mattina del 4 agosto 2015, i padroni del cane Snoopy escono di casa verso le 7:15, rassicurando il meticcio border collie di sette anni che presto sarebbero tornati. Come di consueto, Snoopy si sarebbe appostato sul terrazzo dell'abitazione in attesa del loro ritorno. Verso le 7:45 dello stesso giorno, i padroni rientrano a casa e trovano il corpo di Snoopy steso sul pavimento e privo di coscienza. Disperati, si recano subito dal veterinario per tentare di salvarlo, scoprendo però che Snoopy è stato ucciso da un proiettile che gli ha perforato la pleura e l'aorta. 
Pochi giorni dopo, le indagini dei carabinieri di Livorno sul presunto colpevole portano al sequestro di una carabina ad aria compressa e dei relativi bossoli, rinvenuti all'interno di un'abitazione poco distante dal luogo del delitto. L'intento dell'operazione è quello di comparare la ferita sul corpo di Snoopy con i proiettili sequestrati, potendo così risalire all'autore del gesto.
A seguito del recente sequestro dell'arma da fuoco, il proprietario della carabina dichiara di essere stato lui a sparare a Snoopy, rilasciando agli inquirenti le seguenti dichiarazioni:
Si scopre così che l'uomo ha sparato a Snoopy da una distanza di 50 metri.

### La manifestazione del 12 agosto 2015
A seguito di quanto accaduto, gli abitanti del quartiere dove viveva Snoopy organizzano un corteo dal titolo "Giustizia per Snoopy", al fine di manifestare il proprio dissenso nei confronti della violenza sugli animali, partendo dall'uccisione di Snoopy per poi estendere il messaggio morale a tutela non solo dei cani ma degli animali in generale, con l'augurio che l'essere umano sviluppi una maggiore sensibilità. Si protesta anche per chiedere una condanna esemplare nei confronti dell'autore del gesto.
Al corteo, svoltosi il 12 agosto del 2015, partecipano circa quattrocento persone; oltre a queste, vanno inclusi anche coloro che si sono affacciati dalla propria casa o che hanno esposto striscioni di solidarietà a favore di Snoopy. La protesta cittadina è terminata davanti all'abitazione del colpevole.

### L'epilogo del processo
Nell'autunno del 2017, il giudice di Livorno conclude l'udienza approvando la messa alla prova nei confronti dell'imputato che ha sparato a Snoopy, obbligandolo a lavorare otto mesi presso servizi sociali e a risarcire economicamente i proprietari del meticcio. La sanzione stabilita non ha soddisfatto tutti coloro che hanno manifestato solidarietà nei confronti di Snoopy, compresi enti e associazioni nazionali a tutela degli animali, i quali, il 4 novembre del 2017, organizzano una manifestazione a Livorno che, a differenza di quella del 12 agosto 2015, avrà una valenza non provinciale ma nazionale, nel tentativo (velleitario col tempo) di inasprire la pena nei confronti del colpevole.

## La statua di Snoopy

### L'inaugurazione

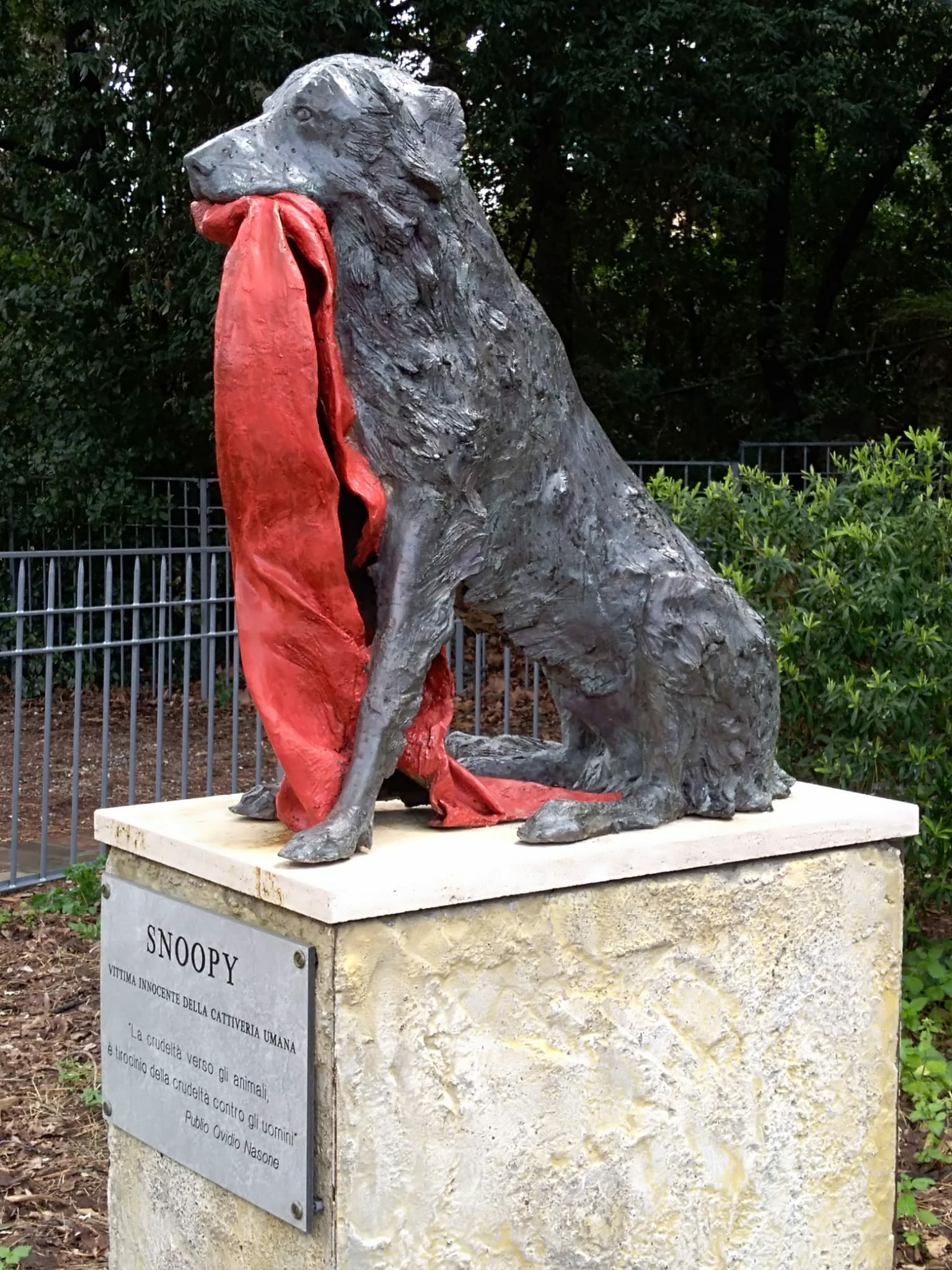
La statua di Snoopy

Il 4 febbraio del 2018, nel parco livornese di Villa Fabbricotti, si è svolta la cerimonia di inaugurazione della statua in memoria di Snoopy.
La scultura in bronzo, alta 1,80 metri e realizzata con la tecnica della fusione a cera persa dall'artista Alessandro Di Cola, raffigura il meticcio a grandezza naturale seduto sul piano d'appoggio, mentre tiene in bocca una copertina colorata di rosso, con la quale si vuole esprimere il dolore di tutti gli animali vittime della violenza e della superficialità umana. Sulla parte anteriore del piedistallo è stata installata la targa riportante una massima di Publio Ovidio Nasone, la quale rafforza ulteriormente il messaggio etico di cui l'opera si fa portatrice. Così recita la frase:
La statua, attraverso il fatto di cronaca legato alla morte di Snoopy, ha anche una funzione pedagogica: l'augurio dei presenti è quello che alle future generazioni (e ai bambini in particolare) venga loro raccontata la vicenda del cane Snoopy, al fine di educarli al rispetto verso gli animali e, nel senso più ampio, ad aiutarli a sviluppare una maggiore sensibilità non solo nei confronti degli animali, ma anche verso le categorie più svantaggiate, quali le donne, gli anziani e i diversamente abili.

### La visita di Panariello
Il 24 febbraio del 2022, l'attore Giorgio Panariello, a Livorno per uno spettacolo, si è recato alla Villa Fabbricotti per visitare la statua di Snoopy e rinnovarne il messaggio educativo, dichiarando che:

### Il Giardino di Snoopy
Nell'estate del 2022, l'area attorno alla statua di Snoopy è stata adornata con un'aiuola fiorita, portando alla realizzazione e all'inaugurazione del "Giardino di Snoopy", al fine di rafforzarne non solo il decoro floreale ma anche le finalità educative e riflessive; a tale scopo, all'inaugurazione del Giardino, il taglio del nastro è stato simbolicamente effettuato da alcuni bambini presenti al parco di Villa Fabbricotti. Inoltre, accanto alla statua di Snoopy, è stato collocato un cartello che riporta la seguente frase:

### Oltre la statua di Snoopy: Angelo e Pilù
Il fatto di cronaca che ha visto Snoopy essere vittima della crudeltà umana non è unico in Italia. Episodi analoghi si sono verificati a Sangineto, nel novembre del 2016 e a Pescia, nel maggio del 2015: a perdere la vita a causa della violenza dell'uomo sono stati rispettivamente il cane Angelo e la cagnolina Pilù. Così come per Snoopy, il 21 gennaio del 2017 è stata inaugurata la statua dedicata al cane Angelo, a Roma; opera curata dallo stesso Alessandro Di Cola.
Tutti e tre i fatti di cronaca raccontano la vicenda di tre animali che hanno perso la vita per mano dell'essere umano e vogliono lanciare alle future generazioni lo stesso messaggio, verso una maggiore sensibilità e responsabilità nei confronti degli animali.

## Eventi, libri e riconoscimenti

### Eventi e manifestazioni
- Nel settembre 2015, all'interno di un maneggio presso Livorno, si è svolta la "Festa del Cane", per ricordare la recente scomparsa di Snoopy: un'esposizione a premi senza scopo di lucro, suddivisa in categorie e aperta a qualsiasi razza canina; il ricavato dell'evento è stato interamente devoluto alla sede che ha ospitato la manifestazione. Ai padroni dei cani vincitori di ogni singola categoria è stata regalata una copertina rossa (elemento presente nella statua di Villa Fabbricotti[11]), la quale vuole simboleggiare la sofferenza di tutti gli animali vittime della crudeltà umana.[17]
- Nel novembre 2016, Giorgio Panariello è stato ospite dell'evento "Educare al rispetto e all’amore verso gli animali partendo dalle scuole", organizzato a Livorno dalla famiglia di Snoopy presso un liceo, con l'obiettivo di sensibilizzare gli alunni al rispetto verso gli animali. Durante il discorso tenuto da Panariello, ci si è soffermati anche sull'uccisione di Snoopy.[18]
- Per finanziare la raccolta fondi a favore della scultura, nell'aprile 2017 è stata allestita la "Festa di primavera in ricordo di Snoopy" presso un maneggio a Livorno.[19]
- Nel dicembre 2022, per cercare di illuminare il "Giardino di Snoopy", sono state allestite al suo interno una serie di luci natalizie ad energia solare; inoltre, in vista del Natale, è stata installata una rappresentazione della Natività, dentro la grotta alle spalle della statua di Snoopy.[20]
- Sempre nel dicembre 2022, nell'ambito di un progetto pedagogico denominato "Philosopy for children", alcune maestre di una scuola primaria di Livorno hanno accompagnato i bambini di una classe di terza elementare davanti alla statua di Snoopy, al fine di riflettere sul tema della crudeltà umana e sul rispetto verso gli animali. Per stimolare lo scambio di idee, ai bambini è stata letta una favola contenuta in un libro, intitolata "La statua di Snoopy". Nel complesso, i bambini hanno mostrato partecipazione ed interesse nei confronti della storia di Snoopy, attraverso le loro domande e osservazioni.[21]

### Libri e riviste
- Il fatto di cronaca riguardante la morte di Snoopy, attraverso un racconto breve, è entrato a far parte di un libro di Giorgio Panariello, So che ci sarai sempre.[22]

Così recita un breve estratto del racconto del libro, intitolato La tragedia di Snoopy:
- La rivista Famiglia Cristiana ha voluto rendere omaggio a Snoopy grazie all'articolo Quanti animali sono vittime della nostra insensata violenza, pubblicato in un numero nel 2016.[24]
- Nel 2019, la vicenda di Snoopy è comparsa all'interno della rivista L'Arca di Noè, grazie all'articolo denominato La storia di Snoopy.[25]

### Riconoscimenti
Nell'ottobre 2016, i proprietari di Snoopy sono stati premiati a Genova con una targa al merito, durante la quindicesima edizione del "Premio San Francesco", una manifestazione a favore degli animali, la quale ogni anno premia enti e privati che si sono distinti per azioni volte a tutela degli stessi animali.

### Snoopy in Parlamento
Nell'estate del 2018, la storia di Snoopy è stata ufficialmente portata in Parlamento: materiali, fonti e documentazioni riguardanti fatti di cronaca e manifestazioni in merito alla vicenda del cane Snoopy sono stati visionati dal gruppo parlamentare che si occupa della tutela dei diritti degli animali, presso Palazzo Madama e sotto la supervisione dell'onorevole Michela Vittoria Brambilla. Le tematiche sulla quale ci si è confrontati hanno riguardato la necessità di inasprire le pene per coloro che maltrattano o uccidono un animale: a tale scopo, la storia di Snoopy è stata riconosciuta come parte attiva di un progetto a lungo termine.